# Peñarroya-Pueblonuevo
Peñarroya-Pueblonuevo – gmina w Hiszpanii, w prowincji Kordoba, w Andaluzji, o powierzchni 64,88 km². W 2011 roku gmina liczyła 11 651 mieszkańców.

## Współpraca
Miejscowość partnerska:
- Vilvoorde, Belgia